# Ораниенбаумское товарищество лесопильных заводов
Ораниенбаумское товарищество лесопильных заводов — крупная компания дореволюционной России, объединявшая несколько лесопильных и деревообрабатывающих предприятий, а также лесных бирж. Штаб-квартира компании находилась в Санкт-Петербурге.

## История

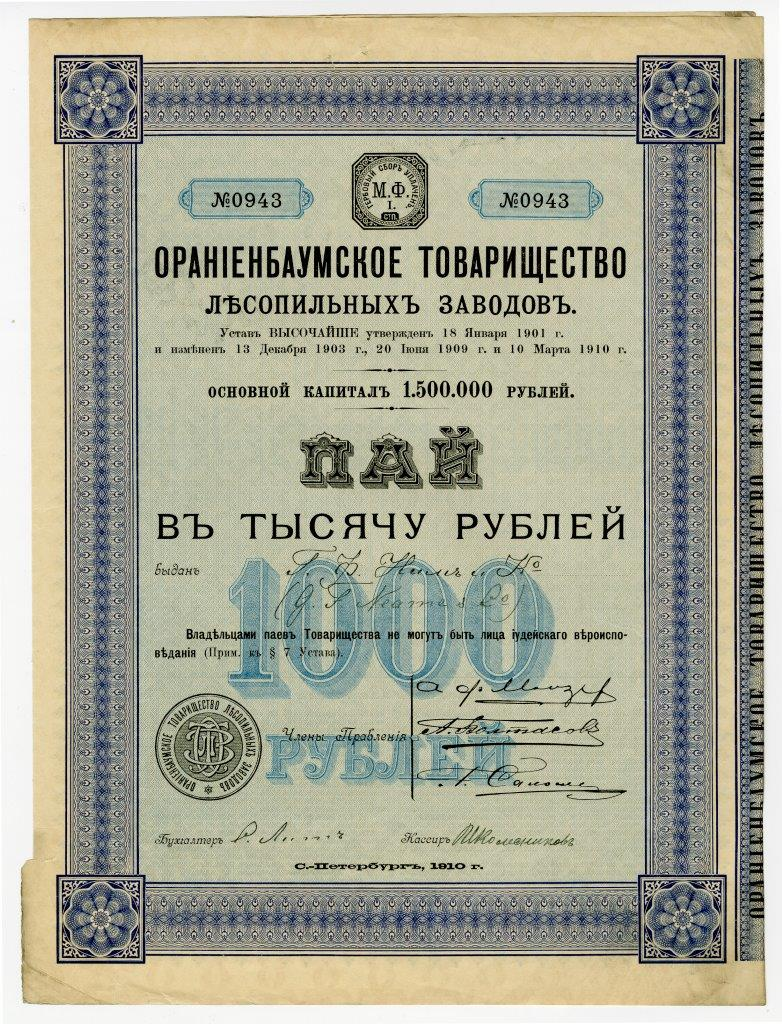
Пай в 1000 руб., именной, Ораниенбаумского товарищества лесопильных заводов. С.-Петербург, 1910 г.

Компания основана в 1901 году кронштадтским купцом 1-й гильдии Михаилом Васильевичем Волковым и изначально называлась Товарищество Ораниенбаумского лесопильного завода "М. В. Волков и Ко".
Как явствует из последней редакции Устава компании, изменения в котором были Высочайше утверждены 10 марта 1910 г.:

Учрежденное в 1901 г. «Товарищество Ораниембаумского леспильного завода "М. В. Волков и Ко"» продолжает сове существование под наименованием «Ораниембаумское товарищество лесопильных заводов», с целью: 1) содержания и развития действий трех паровых лесопильных заводов, находящихся: один в г. Ораниенбаум, а два остальные  - в Новгородской губернии и уезде, близ ст. Волхово Николаевской железной дороги, и 2) эксплуатации лесов в С.-Петербургской и других губерниях империи, а также торговли лесными материалами.
Одним из крупнейших предприятий, входивших в Ораниенбаумское общество, был Соснинский лесопильный завод, расположенный в с. Соснинка Соснинско-Пристанской волости Новгородского уезда Новгородской губернии, продукция которого с самого начала существования Общества находила сбыт не только в России на и за границей – лес Ораниенбаумского товарищества транспортировался, в частности, в Великобританию.
Сухонский лесопильный завод построен Ораниенбаумским товариществом лесопильных заводов на месте бывшего лесопильного завода Ф.Н. Базанова в Архангельской волости Вологодского уезда на реке Окольной Сухоне в 1907 г., так же, как и другие предприятия Общества был национализирован в 1919 г., после чего получил наименование "3-й Сухонский национальный лесопильный завод".